# Choerophryne laurini
Choerophryne laurini es una especie de anfibios de la familia Microhylidae.

## Distribución geográfica
Se encuentra en Nueva Guinea Occidental en Indonesia.